# Apristurus spongiceps
Apristurus spongiceps är en hajart som först beskrevs av Charles Henry Gilbert 1905.  Apristurus spongiceps ingår i släktet Apristurus och familjen rödhajar. IUCN kategoriserar arten globalt som otillräckligt studerad. Inga underarter finns listade i Catalogue of Life.